# Bresa
La bresa, también conocida por su nombre francés mirepoix (/miʁˈpwa/), es una combinación de varias hortalizas cortadas en dados pequeños irregulares (~1.5 cm) que se agregan a una cocción para condimentar salsas, asados, caldos y sopas. Tradicionalmente se compone de cebolla, zanahoria y apio, aunque a esto se le pueden agregar puerro, nabo, pimiento, tomate o setas. La bresa no se consume, sino que se retira una vez acabada la cocción.
La bresa se suele incluir junto con especias o bouquet garni para aromatizar. En la cocina mediterránea, las bresas suelen incluir ajos y cebolla, mientras que en las cocinas asiáticas se combina con el jengibre. Las proporciones clásicas del mirepoix clásico francés es 2:2:1, es decir dos partes de cebolla y zanahoria, con una parte de apio.

## Historia
Aunque la técnica de cocina es probablemente más antigua, la palabra mirepoix data del siglo XVIII y deriva, al igual que otras muchas denominaciones en la cocina francesa, del aristócrata al cual servía el cocinero que puso el nombre, en este caso, Charles-Pierre-Gaston François de Lévis, duque de Lévis-Mirepoix (1699-1757), mariscal de campo y embajador francés y miembro de la noble familia de Lévis, señores de Mirepoix, en Ariège, Languedoc, desde el siglo XI. Según Pierre Larousse, el desafortunado duque de Mirepoix era «un individuo incompetente y mediocre... que debía su gran fortuna al afecto que Luis XV sentía por su esposa y que solo tenía un reclamo de fama: dio su nombre a una salsa hecha de todo tipos de carne y una variedad de condimentos».

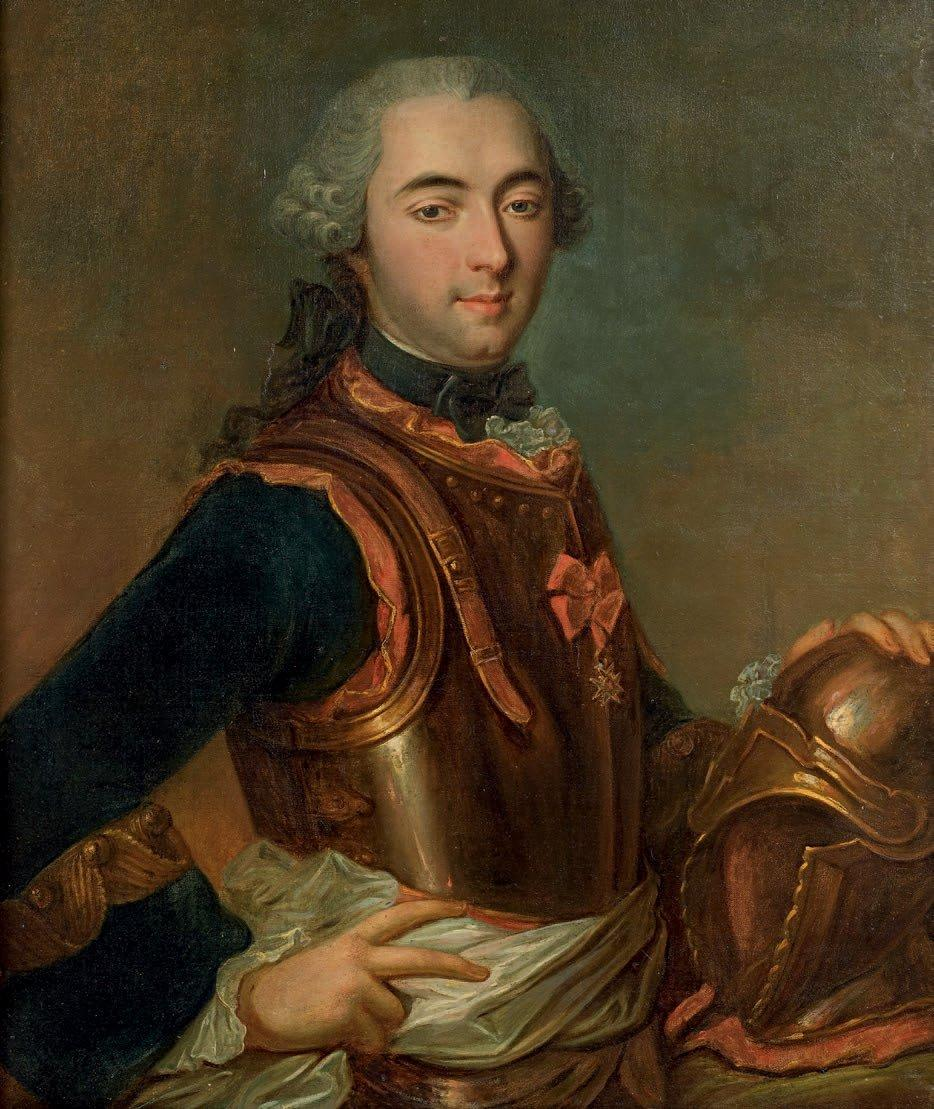
Duque de Lévis-Mirepoix, de donde surge el nombre.

El término no se encuentra regularmente en los textos culinarios franceses hasta el siglo XIX, por lo que es difícil saber cómo era un plato a la mirepoix en la Francia del siglo XVIII. Antoine Beauvilliers, por ejemplo, en 1814, da una breve receta para una sauce à la Mirepoix, que es un caldo mantecoso de vino aderezado con una mezcla de zanahorias, cebollas y un bouquet garni. Antonin Carême, en 1816, da una receta similar, llamándola simplemente Mire-poix. A mediados del siglo XIX, Jules Gouffé se refiere a mirepoix como «un término en uso durante tanto tiempo que no dudo en usarlo aquí». Su mirepoix figura entre las «esencias», y de hecho, es una mezcla carnosa (mezclada con dos botellas de Madeira), que, como todas las otras esencias, se utilizó para enriquecer muchas salsas clásicas. A finales del siglo XIX, el mirepoix había adquirido su significado moderno. Joseph Favre, en su Dictionnaire universel de cuisine (~1895, reimpreso en 1978), usa el término para describir una mezcla de jamón, zanahorias, cebollas y hierbas que se usan como condimento aromático al hacer salsas o estofar carne.

## Características
Según la enciclopedia Larousse Gastronomique (1938), se puede preparar un mirepoix au gras (con jamón o panceta) o au maigre (sólo con verduras). Para Prosper Montagné, principal redactor de la enciclopedia, mirepoix au maigre a veces se denomina brunoise (aunque estrictamente hablando este término con mayor precisión simplemente designa la técnica de corte en pequeños dados con un cuchillo). El Larousse de 1938 (op. cit.) a menudo recomienda que se aromatice con tomillo y laurel o con un bouquet garni.
Tradicionalmente, la proporción del mirepoix es 2:1:1 para cebollas, apio y zanahorias. Al hacer un fond blanc («caldo blanco»), platos de color claro como los caldos de pescado o platos de aves con salsas blancas, se usan zanahorias blancas o chirivías en lugar de zanahorias comunes, o la parte blanca de los puerros, para mantener el color pálido.
El mirepoix es un término culinario que se refiere únicamente al corte de las verduras en cubitos de 1 cm o 1,5 cm de lado, sin que importe la clase de verduras utilizadas.[cita requerida] Tampoco importa la regularidad de los trozos, dado que no se destinan a adornar al plato. Como término sirviendo para definir el tipo de corte de manera precisa, pertenece a la familia de la julienne (juliana), la macédoine (macedonia), la jardinière (jardinera) y la brunoise.

## Variantes

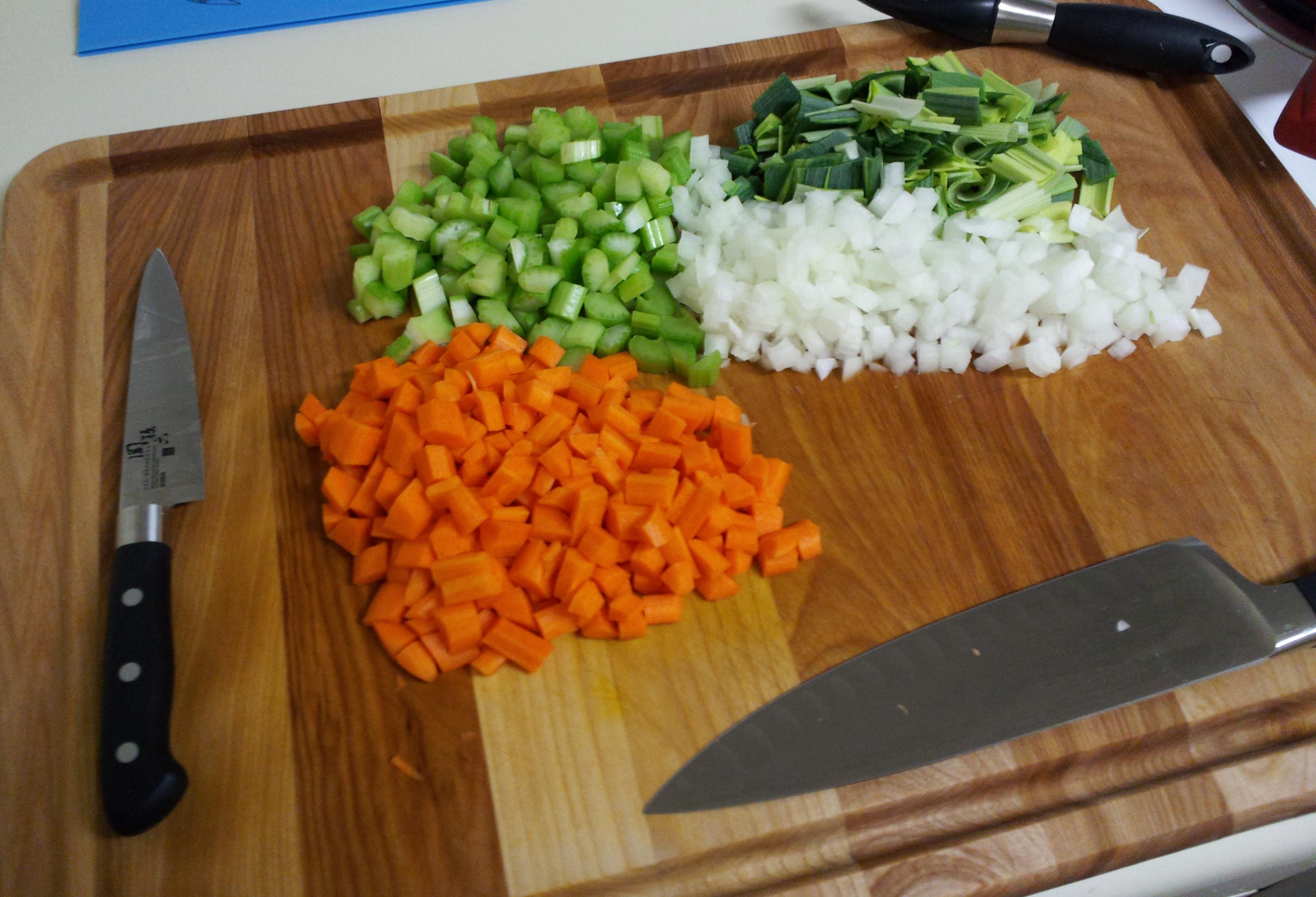
Bresa de cuatro ingredientes, que incluye puerro.

Las variantes más comunes del mirepoix o bresa son:
- Bresa blanca, cruda o magra. Con cebolla, zanahoria y apio en partes 2:2:1 respectivamente, se agrega a los caldos cortos, asados o breseados. Se usa también en cremas y pescados.
- Bresa oscura o salteada. Las verduras se han de dorar o caramelizar en una grasa y se usa como fondo para carnes breseadas, carnes asadas o salsas oscuras.
- Mirepoix graso. Es una bresa clásica que incluye tocino o panceta. Se usa en salsas o breseados de carne –a menudo reforzando el sabor con huesos– o de pescado –lo mismo con espinas–.
- Matignon. Según el Larousse Gastronómico de Montagné, la matignon sería un tipo de mirepoix con jamón, rehogado en mantequilla y desglasado con vino de Madeira. A diferencia del mirepoix clásico, la matignon está diseñada para ser llevada a la mesa como guarnición del plato.[14]
- Holy trinity. En la gastronomía cajún y criolla de Luisiana (EE. UU.), una variante de bresa es llamada «la Santa Trinidad» (Holy Trinity), y es una combinación de cebollas, apio y pimientos.
- Włoszczyzna. En la cocina polaca, la włoszczyzna se compone de zanahorias, raíz de perejil, raíz de apio, puerros y a veces repollo o cebollas. Sirve de fondo para sopas como el barszcz (sopa de remolacha) o el żurek (sopa agria de centeno).

Las verduras de una bresa se rehogan en lo que se conoce como sofrito, que normalmente incluye ajo y tomate. Otras variantes incluyen puerros, chirivías, chalotes, champiñones, pimientos, chiles o ajíes, jengibre, etcétera.